# Gradski Stadium (Ruse)
El Estadio Gradski (en búlgaro: Стадион Градски) es un estadio multiusos ubicado en la ciudad de Ruse, Bulgaria. El estadio es utilizado principalmente para la práctica del fútbol y pruebas de atletismo, y es el estadio del FC Dunav Ruse club de la Primera Liga de Bulgaria.
En 2012 se modernizó la pista de atletismo y todas las instalaciones para competiciones deportivas fueron reemplazadas por otras nuevas. El proyecto fue realizado por el Ministerio de Educación Física y Deportes y el Municipio de Ruse. En 2017 debido al ascenso del Dunav Ruse a la máxima categoría del fútbol búlgaro se tuvo que cambiar la cubierta de hierba en la cancha, se instaló un nuevo sistema de iluminación y mejoramiento de las tribunas.

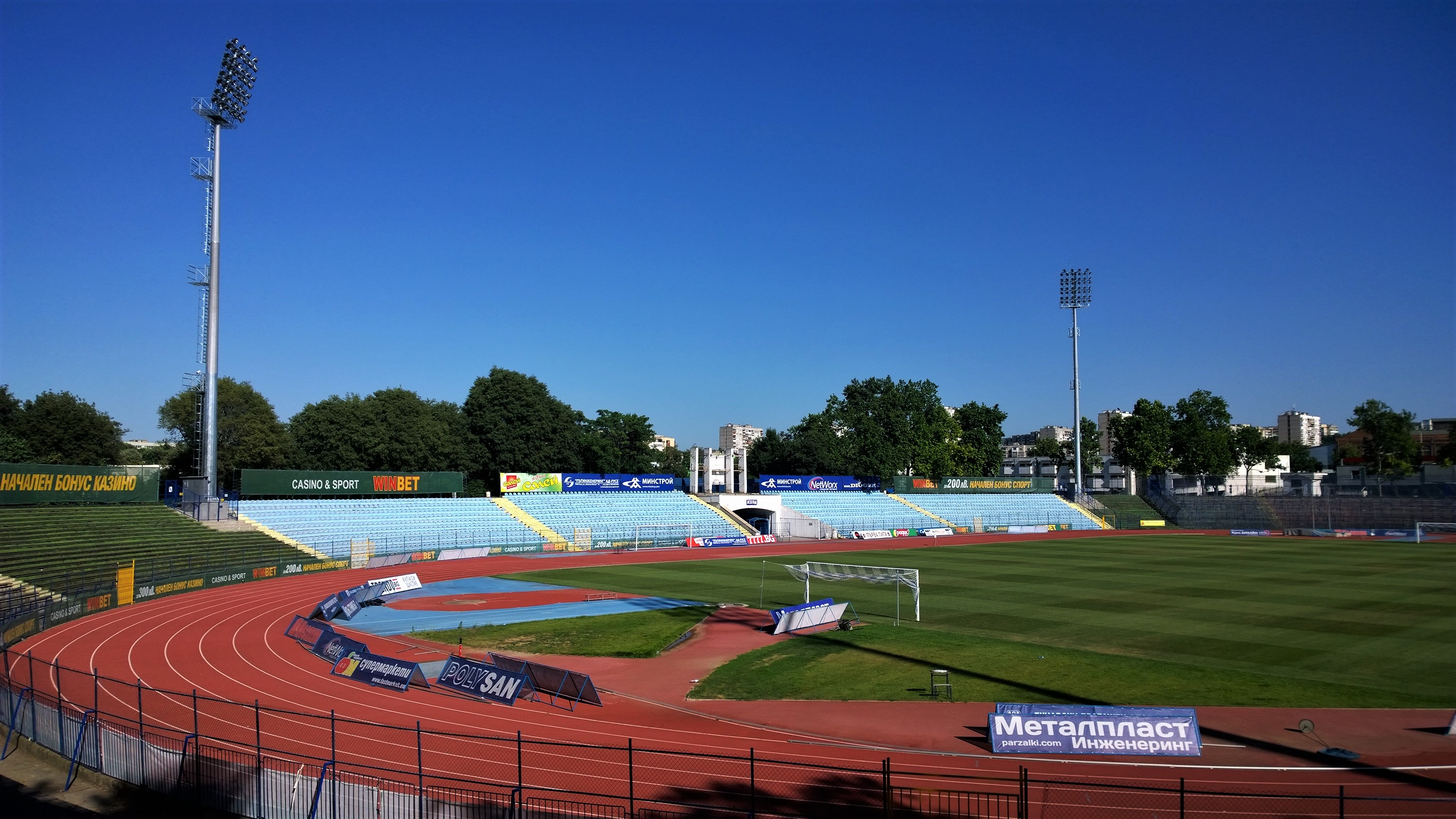
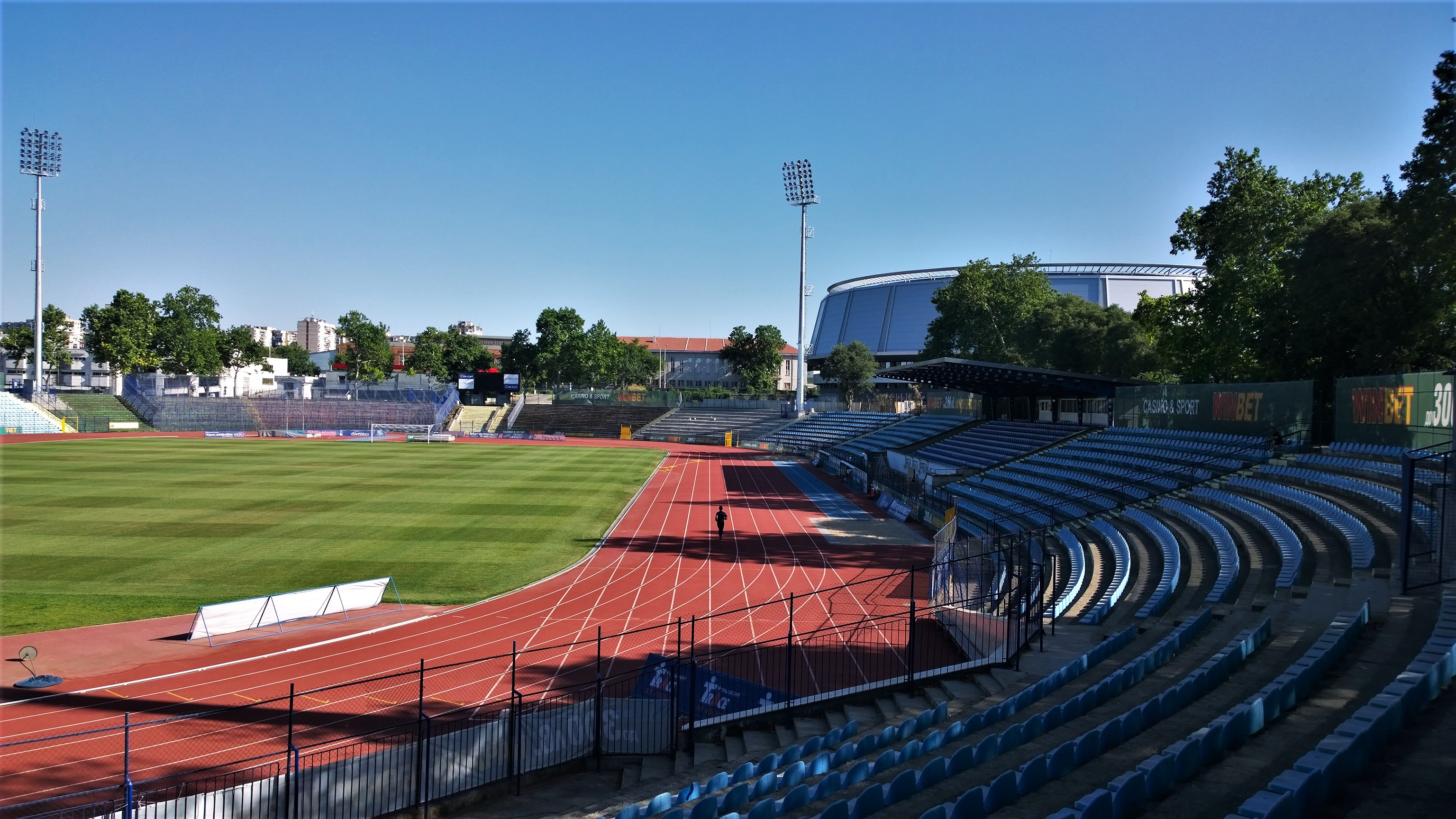